# U 574 (Kriegsmarine)
De U 574 was een Duitse klasse VII C U-boot van de Kriegsmarine tijdens de Tweede Wereldoorlog. De U 574 stond onder bevel van Oberleutnant Dietrich Gengelbach en was een van de vijf U-boten die verloren ging bij de slag rond konvooi HG-76.

## Geschiedenis

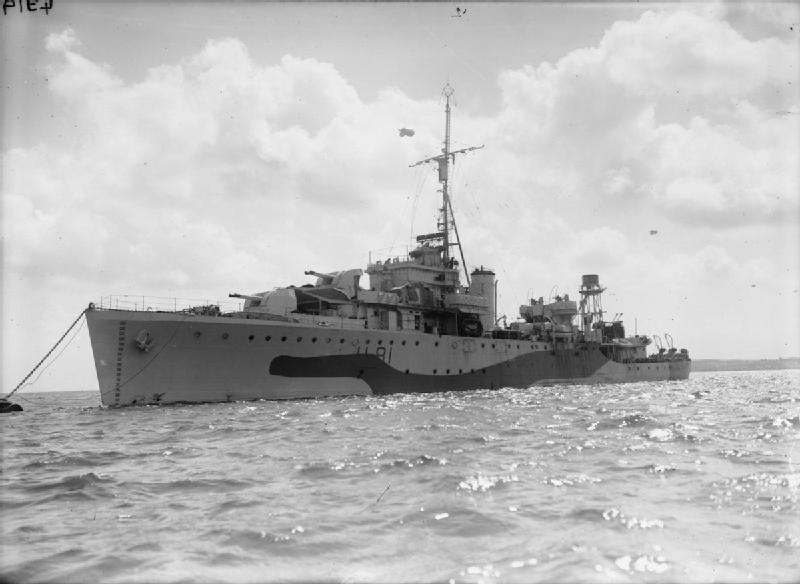
HMS Stork in 1943.

Op 14 december 1941 begon de aanval op konvooi HG-76. Het konvooi vertrok vanuit Gibraltar naar Groot-Brittannië en werd beschermd door een hulpvliegkampschip HMS Audacity, sloepen, torpedobootjagers en korvetten onder leiding van kapitein-commandant F. Johnnie Walker. 
Op 19 december 1941 viel de U 574 het konvooi aan en werd tot zinken gebracht door de sloep HMS Stork in de Noord-Atlantische Oceaan ter hoogte van Punta Delgada op 38° 12′ 0″ NB, 17° 23′ 0″ WL. De U 574 werd met dieptebommen beschadigd en kwam aan de oppervlakte waar hij geramd werd door de sloep. Gengelbach en 28 van zijn matrozen kwamen hierbij om, zestien manschappen werden opgepikt door de Stork.